# 亞羅韋 (塔魯季涅區)
46°2′47″N 29°5′33″E / 46.04639°N 29.09250°E
亞羅韋（烏克蘭語：Ярове）是位於烏克蘭西南部的村莊，由敖德萨州博爾赫拉德區的塔魯蒂內市鎮負責管轄。該村始建於1830年，面積1.49平方公里，海拔高度104米，2001年人口1,234，人口密度每平方公里828.19人。